# Китури
Китури (цез. КитIа) — село в Цунтинском районе Дагестана, является составной частью муниципального образования Сельсовет «Шаитлинский» (в 1921—44 и с 1955). В 1944—55 село входило в состав Кидеринского сельсовета.

## География
Село расположено на реке Шаитли (бассейн реки Метлюта), в 26 км к северо-востоку от районного центра — села Цунта.

## Население
| 1869 | 1888 | 1895 | 1926 | 1939 | 1970 | 1989 |
| ---- | ---- | ---- | ---- | ---- | ---- | ---- |
| 188  | ↘180 | ↗220 | ↘77  | ↗211 | ↗227 | ↗250 |
| 2002 | 2010 | 2021 |      |      |      |      |
| ↗331 | ↗667 | ↘604 |      |      |      |      |

По данным Всероссийской переписи населения 2010 года:
| № | Национальность | Численность, чел. | Доля |
| - | -------------- | ----------------- | ---- |
| 1 | аварцы         | 38                | 6 %  |
| 2 | дидойцы        | 629               | 94 % |

## История
Ликвидировано в 1944 г., население переселено в Веденский район, восстановлено в 1957 г.

## Китури в Кавказской войне
20 августа 1858 года в ходе Кавказской войны царскими войсками был предпринят штурм аула Китури, при котором был смертельно ранен генерал Ипполит Александрович Вревский. За героизм и отвагу, проявленные в этом бою, многие участники были награждены орденами и медалями, в том числе:
- орденом Святого Георгия 4-й степени (№ 10145 по кавалерскому списку Григоровича — Степанова):

подпоручик (впоследствии флигель-адъютант, полковник) Николай Шлиттер (1834—1877);
поручик Шереметьев
- орденом Святого Станислава 3-й степени:

художник Теодор Горшельт (1829—1871) и другие…
Горшельт был свидетелем и участником сражений солдат с горцами близ Китури и написал ряд картин на эту тематику:
- «Штурм аула Китури»
- «Перенесение по горам раненого генерала Вревского»
- «Разорение лезгинского аула»
- «Бегство лезгинских всадниковъ подъ русскими выстрелами»

Вот как описывает помимо самого Горшельдта, очевидец этих событий, неизвестный русский офицер: «Лезгинский отряд под начальством генерал-лейтенанта барона Вревского победоносно прошел, в 1858 году, непокорные общества Анцух[уточнить], Капучу[уточнить], Анкраль[уточнить], Богнада[уточнить] и Дидо[уточнить], нанося неприятелю поражения повсюду и сжигая по дороге все аулы. Само собою разумеется, жертв с нашей стороны при штурме сильно укрепленных неприятельских деревень и высот с завалами было много, но если взять в соображение, что отряд за все время горной экспедиции находился день и ночь под огнем, то жертв сравнительно мы принесли мало. Самыми чувствительными для отряда потерями были — генерал Вревский и его начальник штаба, полковник генерального штаба Гарднер. Оба они получили смертельные раны при штурме Иланхевского аула Китури — первый одну, а Гарднер 11 огнестрельных ран»